# Zacharias Scheffter
Zacharias Scheffter (auch Schefter; * 1568 in Schwaan; † 5. März 1626 in Hamburg) war ein deutscher Altphilologe, Pädagoge und Schulleiter.

## Leben
Scheffter war Sohn des gleichnamigen Pfarrers von Schwaan. Es ist unbekannt, wo er seine Studien absolvierte. Er soll Philosophie und Philologie studiert haben. Bekannt ist jedoch, dass er sich im Rahmen seiner Studien die Magisterwürde erworben hat. 1602 erschien er dann in Coburg zunächst als Konrektor. Später wurde er Professor am 1605 neugegründeten Gymnasium zu Coburg. Entweder 1613, im Jahr als er einen Ruf als Rektor nach Hamburg ablehnte, oder 1616 wurde er dann Rektor des Gymnasiums.
Scheffter folgte 1620 einem erneuten Ruf auf das Rektorat des Hamburger Akademischen Gymnasiums. Daneben erhielt er das Rektorat der verbundenen Gelehrtenschule Johanneum als Nachfolger von Paul Sperling. Außerdem erhielt er die Professur für Logik und Metaphysik. Er vertrat zeitweise zudem den Lehrstuhl für Theologie sowie den Lehrstuhl für Mathematik, Physik und Chemie. Er verstarb im Amt.

## Publikationen (Auswahl)
- Theses Physicae, De Vita Et Morte, Bertsch, Coburg 1619.
- Assertiones Ex Philosophia Morali Universa Desumtae, Bertsch, Coburg 1620.
- Synopsis Ethicorum Aristotelis ad Nicomachum, Hamburg 1621.
- Exercitationes logicae ad Organon Aristotelis, Hamburg 1624.